# 埃米利亞諾·菲格羅亞
埃米利亞諾·菲格羅亞·拉腊因（西班牙語：Emiliano Figueroa Larraín，西班牙語發音：[emiˈljano fiɣeˈɾo.a]；1866年7月12日—1931年5月15日），智利總統，1925年至1927年在任。

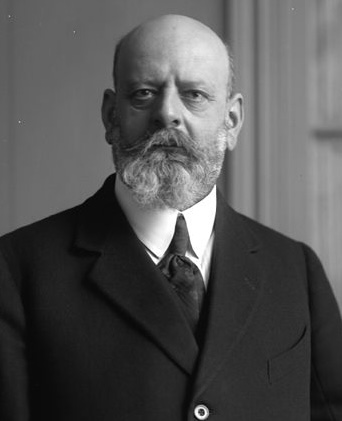
埃米利亞諾·菲格羅亞

## 生平
埃米利亞諾·菲格羅亞曾在智利大學學習法律。1907年10月25日，埃米利亞諾·菲格羅亞出任司法部長。1928年出任智利驻秘鲁大使。1929年出任智利中央银行行长。1931年因車禍去世。